# Turzanowce
Turzanowce lub Tużanowce (ukr. Тужанівці) – wieś na Ukrainie w rejonie stryjskim (do 2020 roku w rejonie mikołajowskim) obwodu lwowskiego.

## Historia
Dawniej wieś w powiecie bóbreckim.